# Sauron rayi
Sauron rayi là một loài nhện trong họ Linyphiidae.
Loài này thuộc chi Sauron. Sauron rayi được Eugène Simon miêu tả năm 1881.